# Louise Ringsing
Louise Ringsing (født. 20. august 1996) er en dansk fodboldspiller, der spiller midtbane for Brøndby IF i Gjensidige Kvindeligaen.
Hun har tidligere optrådt for Turbine Potsdam, Fortuna Hjørring og Bayer 04 Leverkusen.